# Presidente de Mauritania
El Presidente de Mauritania (oficialmente Presidente de la República Islámica de Mauritania) es el jefe de Estado de la República Islámica de Mauritania desde 1960, cuando obtuvo su independencia como antigua colonia francesa.
El presidente de la República es el guardián de la Constitución. Encarna al estado. El asegura, a través de su arbitraje, el continuo y regular funcionamiento de los poderes públicos. Además es el garante de la independencia nacional y de su integridad territorial.

## Historia
Mauritania obtuvo la independencia el 28 de noviembre de 1960 siendo su primer presidente Moktar Ould Daddah. La situación interna derivada de la sequía del Sahel (1969-1974) y la marcha de la guerra en el Sáhara Occidental (1975-1979) provocó la caída del gobierno de Daddah a través de un golpe de Estado.
El poder estuvo en manos de los militares, formado por un consejo militar derivado del golpe de Estado, hasta 1991 cuando se restauró el multipartidismo y las elecciones presidenciales de 1992. El vencedor, el anterior jefe del estado, el militar Maaouya Ould Sid'Ahmed Taya, se mantuvo en el poder hasta que un golpe de Estado lo derrocó en 2005. El Consejo Militar para la Justicia y la Democracia dirigió el país hasta las elecciones presidenciales de 2007 cuando salió vencedor Sidi Uld Cheij Abdallahi. 
La situación general del país se deterioró hasta que el presidente cayó por un nuevo golpe de Estado (2008) que derrocó a Abdallahi, siendo sustituido por un consejo militar colegiado. Uno de sus miembros, Mohamed Uld Abdelaziz, resultó vencedor de las elecciones presidenciales, y ejerció el cargo hasta 2019, tras cumplir dos mandatos según la Constitución de Mauritania.

## Elección
Los candidatos a presidente son elegidos para un periodo de cinco años mediante sufragio universal directo en una vuelta, en caso caso de no obtener una mayoría absoluta, los candidatos más votados concurrirán a una segunda vuelta (artículo 26). En este mismo artículo de la Constitución de 1991, el candidato debe tener más de 40 años y no más de 75 años cuando concurra a la primera vuelta.
Mauritania es un estado confesional, por lo que los candidatos deben profesar la religión islámica (artículo 23).

## Mandato
El presidente es nombrado para un mandato de 5 años (artículo 26), una vez cumplido, el presidente solo podrá presentarse a un nuevo periodo de reelección de cinco años (artículo 28). En caso de vacancia temporal o definitiva, el cargo será asumido por el presidente del Senado mauritano, que ejercerá de manera interina hasta las nuevas elecciones presidenciales (artículo 40). En relación con el poder legislativo el presidente debe tener la autorización del parlamento para la declaración de guerra (artículo 58), de sitio o estado de emergencia (artículo 71), pedir una segunda votación de una ley aprobada por el parlamento, si esta definitivamente es aprobado, nuevamente, por una mayoría se considerará que ha entrado en vigor (artículo 70).

## Poderes
El presidente encarna el poder ejecutivo y preside el consejo de ministros (artículo 25). Entre sus atribuciones esta nombrar al primer ministro y sus ministros a los que cederá atribuciones ejecutivas. El gobierno será responsable ante el presidente (artículo 30). Previa consulta con el primer ministro el presidente podrá decretar la disolución de la Asamblea Nacional y la convocatoria de elecciones (artículo 31).
Dentro de sus poderes presidenciales se encuentran la dirección de las fuerzas armadas (artículo 34) y la representación exterior de la nación, así como el nombramiento de embajadores de Mauritania en el exterior (artículo 35). Tiene derecho de gracia (artículo 36) y el derecho de convocatoria de referéndum (artículo 37).

## Lista de los Presidentes de Mauritania (1960-actualidad)
| Espectro político    |
| -------------------- |
| PPM militar PRDR UPR |

| Presidencia constitucional (1960-1978)                       |  |                                                  |                         |                         |                                                            |                     |
|                                                              |  | Moktar Ould Daddah (1924-2003)                   | 28 de noviembre de 1960 | 10 de julio de 1978     | PPM                                                        | 1961 1966 1971 1976 |
| Consejos militares (1978-1992)                               |  |                                                  |                         |                         |                                                            |                     |
|                                                              |  | Mustafa Ould Salek (1936-2012)                   | 10 de julio de 1978     | 3 de junio de 1979      | Militar (Consejo Militar de Renovación Nacional)           | -                   |
|                                                              |  | Mohamed Mahmoud Ould Louly (1943-2019)           | 3 de junio de 1979      | 4 de enero de 1980      | Militar (Consejo Militar para la Salvación Nacional)       | -                   |
|                                                              |  | Mohamed Khouna Ould Haidalla (1940-)             | 4 de enero de 1980      | 12 de diciembre de 1984 | Militar (Consejo Militar para la Justicia y la Democracia) | -                   |
|                                                              |  | Maaouya Ould Sid'Ahmed Taya (1941-)              | 12 de diciembre de 1984 | 24 de enero de 1992     | Militar (Consejo Militar para la Justicia y la Democracia) | -                   |
| Presidencia constitucional (1992-2005)                       |  |                                                  |                         |                         |                                                            |                     |
|                                                              |  | Maaouya Ould Sid'Ahmed Taya (1941-)              | 24 de enero de 1992     | 3 de agosto de 2005     | PRDR                                                       | 1992 1997 2003      |
| Consejo Militar para la Justicia y la Democracia (2005-2007) |  |                                                  |                         |                         |                                                            |                     |
|                                                              |  | Ely Ould Mohamed Vall (1953-2017)                | 3 de agosto de 2005     | 19 de abril de 2007     | Militar                                                    |                     |
| Presidencia constitucional (2007-2008)                       |  |                                                  |                         |                         |                                                            |                     |
|                                                              |  | Sidi Uld Cheij Abdallahi (1938-2020)             | 19 de abril de 2007     | 6 de agosto de 2008     | Independiente                                              | 2007                |
| Alto Consejo de Estado (2008-2009)                           |  |                                                  |                         |                         |                                                            |                     |
|                                                              |  | Mohamed Uld Abdelaziz (1956-)                    | 6 de agosto de 2008     | 15 de abril de 2009     | Militar                                                    | -                   |
| Presidencia constitucional (2009-)                           |  |                                                  |                         |                         |                                                            |                     |
|                                                              |  | Ba Mamadou Mbaré (1946-2013) Presidente interino | 15 de abril de 2009     | 5 de agosto de 2009     | Independiente                                              | -                   |
|                                                              |  | Mohamed Uld Abdelaziz (1956-)                    | 5 de agosto de 2009     | 1 de agosto de 2019     | UPR                                                        | 2009 2014           |
|                                                              |  | Mohamed Ould Ghazouani (1956-)                   | 1 de agosto de 2019     | Presente                | UPR                                                        | 2019 2024           |